# BioRxiv
BioRxiv és un repositori temàtic d'una disciplina de prepublicació d'accés obert per a ciències biològiques cofundat per John R. Inglis i Richard Sever el novembre de 2013. És allotjat pel Laboratori de Cold Spring Harbor (CSHL). Com a preimpressions, els articles allotjats a bioRxiv no són revisats per parells, sinó que se sotmeten a un examen bàsic i es comproven contra el plagi. Els lectors poden oferir comentaris sobre la preimpressió. Es va inspirar amb la intenció de complementar l'repositori arXiv, que se centra principalment en matemàtiques, física i disciplines connectades, llançat el 1991 per Paul Ginsparg (que també forma part del consell assessor de bioRxiv). Va rebre suport tant de la CSHL com de la Fundació Lourie. Es va confirmar el finançament addicional de la iniciativa Chan Zuckerberg l'abril de 2017.
Abans de l'establiment de bioRxiv, els científics biològics estaven dividits sobre la qüestió de tenir un dipòsit dedicat de codi obert de prepublicació. Molts tenien la preocupació de que els seus competidors recopilessin la seva investigació i perdessin la seva pretensió de descobriment. No obstant això, diversos genetistes havien presentat articles a la secció de "biologia quantitativa " del dipòsit arXiv (llançat el 2003) i ja no tenien aquestes preocupacions, ja que podien apuntar a prepublicacions per donar suport a les seves afirmacions de descobriment.
Com a resultat de la popularitat de bioRxiv, diverses revistes de biologia han actualitzat les seves polítiques sobre prepublicacions aclarint que no consideren que les prepublicacions siguin una "publicació prèvia" a efectes de la regla d'Ingelfinger. El 2015 es van fer més de 20.000 tuits sobre prepublicacions allotjades a bioRxiv. El juliol de 2017, el nombre d'enviaments mensuals va superar els 1.000. Al 31 de desembre de 2019, s'han acceptat en total més de 68.000 articles.
Un servei anomenat Rxivist combina prepublicacions de bioRxiv amb dades de Twitter per classificar les prepublicacions.
MedRxiv i el seu lloc germà, bioRxiv, han estat les principals fonts de difusió de la investigació COVID-19.

## Tasa d'enviament
Jocelyn Kaiser, de Science va dir que en el seu primer any, el dipòsit havia "atret un flux de papers modest però creixent", que havia acollit 824 prepublicacions. El febrer de 2016, la taxa d'enviament a bioRxiv havia augmentat constantment de 60 a 200 mensuals. El 2017, el nombre d'enviaments mensuals va passar de més de 800 al març a més de 1000 al juliol amb un nombre total de 10.722 comunicacions presentades el 2017. L'any 2018 es van enviar un total de 20.000 manuscrits, cosa que dona lloc a una mitjana mensual de 1600 articles. L'any 2019 es van enviar més de 31.000 manuscrits, cosa que dona lloc a una mitjana mensual de 2600 treballs (que es van accelerar fins a poc més de 3000 treballs al mes durant l'últim trimestre del 2019).

## Camps
bioRxiv accepta preimpressions en les següents disciplines:
- Comportament animal i  cognició
- Bioquímica
- Bioenginyeria
- Bioinformàtica
- Biofísica
- Biologia del Càncer
- Biologia cel·lular
- Assaigs clínics
- Biologia del desenvolupament
- Ecologia
- Epidemiologia
- Biologia evolutiva
- Genètica
- Genòmica
- Immunologia
- Microbiologia
- Biologia molecular
- Neurociències
- Paleontologia
- Patologia
- Farmacologia i Toxicologia
- Fisiologia
- Biologia vegetal
- Comunicació científica i Educació científica
- Biologia sintètica
- Biologia de sistemes
- Zoologia

## bioRxiv a Revistes
La iniciativa bioRxiv to Journals (B2J) permet als autors enviar el seu manuscrit directament al sistema d'enviament d'una revista a través de bioRxiv. A partir de maig de 2020, 177 revistes participen a la iniciativa.